# Высший балл
«Высший балл» (англ. The Perfect Score) — фильм-ограбление американо-немецкого производства.

## Сюжет
Шесть старшеклассников разрабатывают план, как обойти экзамен. У каждого своя причина: Кайлу не хватает всего нескольких баллов для престижного вуза, его друг Мэтт по тем же причинам не может поступить в университет Мэриленда, где учится его подружка, Анна боится переволноваться и подвести родителей, Дезмунд — один из лучших игроков школьной сборной по баскетболу хочет выполнить настояние матери (поступить в институт, отказавшись от мечты об NBA), Франческа разработала схему обхода системы, Рой же вообще случайно попал в эту компанию.

## В ролях
| Актёр              | Роль             |
| ------------------ | ---------------- |
| Крис Эванс         | Кайл             |
| Эрика Кристенсен   | Анна Росс        |
| Брайан Гринберг    | Мэтт             |
| Скарлетт Йоханссон | Франческа Кёртис |
| Да́риус Майлз       | Десмонд          |
| Леонардо Нам       | Рой              |
| Мэттью Лиллард     | Ларри            |
| Фульвио Чечере     | отец Франчески   |
| Ванесса Эйнджел    | Анита Донли      |
| Лорена Гейл        | мисс Проктор     |
| Тайра Феррелл      | мать Дезмонда    |